# Budčeves
Budčeves är en ort i Tjeckien. Den ligger i den centrala delen av landet, 60 km öster om huvudstaden Prag. Budčeves ligger 215 meter över havet och antalet invånare är 181.
Terrängen runt Budčeves är platt. Runt Budčeves är det ganska glesbefolkat, med 45 invånare per kvadratkilometer. Närmaste större samhälle är Jičín, 15,9 km norr om Budčeves. Trakten runt Budčeves består till största delen av jordbruksmark.